# دورانس
دورانس (بالإنجليزية: Dorrance, Kansas)‏ هي مدينة تقع في مقاطعة روسل، كانزاس بولاية كانساس في الولايات المتحدة. تبلغ مساحة هذه المدينة 0.88 (كم²)، وترتفع عن سطح البحر 527 م، بلغ عدد سكانها 185 نسمة في عام 2010 حسب إحصاء مكتب تعداد الولايات المتحدة وتصل الكثافة السكانية فيها 210.1 نسمة/كم2.

## التركيبة السكانية
قام مكتب تعداد الولايات المتحدة بتحديد بيانات التركيبة السكانية لدورانسفي تعداد الولايات المتحدة. في ما يلي، التركيبة السكانية حسب تعدادي 2000 و2010.

### تعداد عام 2000
بلغ عدد سكان دورانس 205 نسمة بحسب تعداد عام 2000، وبلغ عدد الأسر 94 أسرة وعدد العائلات 56 عائلة مقيمة في المدينة. في حين سجلت الكثافة السكانية 611.1 نسمة لكل ميل مربع (235.9/كم2). وبلغ عدد الوحدات السكنية 118 وحدة بمتوسط كثافة قدره 351.8 نسمة لكل ميل مربع (135.8/كم2).
وتوزع التركيب العرقي للمدينة بنسبة 99.51% من البيض و 0.49% من الأمريكيين ذوي الأصول الآسيوية.
بلغ عدد الأسر 94 أسرة كانت نسبة 22.3% منها لديها أطفال تحت سن الثامنة عشر تعيش معهم، وبلغت نسبة الأزواج القاطنين مع بعضهم البعض 50.0% من أصل المجموع الكلي للأسر، ونسبة 7.4% من الأسر كان لديها معيلات من الإناث دون وجود شريك، وكانت نسبة 39.4% من غير العائلات. تألفت نسبة 35.1% من أصل جميع الأسر من أفراد ونسبة 20.2% كانوا يعيش معهم شخص وحيد يبلغ من العمر 65 عاماً فما فوق. وبلغ متوسط حجم الأسرة المعيشية 2.86، أما متوسط حجم العائلات فبلغ 2.18.
بلغ العمر الوسطي للسكان 44 عاماً. وكانت نسبة 21.0% من القاطنين تحت سن الثامنة عشر، وكانت نسبة 6.3% بين الثامنة عشر والأربعة وعشرون عاماً، ونسبة 24.4% كانت واقعةً في الفئة العمرية ما بين الخامسة والعشرون حتى والأربعة وأربعون عاماً، ونسبة 29.3% كانت ما بين الخامسة والأربعون حتى الرابعة والستون، ونسبة 19.0% كانت ضمن فئة الخامسة والستون عاماً فما فوق. يوجد لكل 100 أنثى 89.8 ذكر، ويوجد لكل 100 أنثى في الثامنة عشر من عمرها فما فوق 84.1 ذكر.

### تعداد عام 2010
بلغ عدد سكان دورتشستر 876 نسمة بحسب تعداد عام 2010، وبلغ عدد الأسر 355 أسرة وعدد العائلات 228 عائلة مقيمة في القرية. في حين سجلت الكثافة السكانية 630.2 نسمة لكل ميل مربع (243.3/كم2). وبلغ عدد الوحدات السكنية 383 وحدة بمتوسط كثافة قدره 275.5 لكل ميل مربع (106.4/كم2).
وتوزع التركيب العرقي للقرية بنسبة 90.3% من البيض و 0.2% من الأمريكيين الأصليين و 0.1% من الأمريكيين ذوي الأصول الآسيوية و 0.6% من الأمريكيين الأفارقة و 0.5% من عرقين مختلطين أو أكثر.
بلغ عدد الأسر 355 أسرة كانت نسبة 33.2% منها لديها أطفال تحت سن الثامنة عشر تعيش معهم، وبلغت نسبة الأزواج القاطنين مع بعضهم البعض 48.5% من أصل المجموع الكلي للأسر، ونسبة 8.2% من الأسر كان لديها معيلات من الإناث دون وجود شريك، بينما كانت نسبة 7.6% من الأسر لديها معيلون من الذكور دون وجود شريكة وكانت نسبة 35.8% من غير العائلات. تألفت نسبة 28.2% من أصل جميع الأسر من أفراد ونسبة 11.3% كانوا يعيش معهم شخص وحيد يبلغ من العمر 65 عاماً فما فوق. وبلغ متوسط حجم الأسرة المعيشية 2.99، أما متوسط حجم العائلات فبلغ 2.47.
بلغ العمر الوسطي للسكان 34.5 عاماً. وكانت نسبة 26.3% من القاطنين تحت سن الثامنة عشر، وكانت نسبة 8% بين الثامنة عشر والأربعة وعشرون عاماً، ونسبة 28.4% كانت واقعةً في الفئة العمرية ما بين الخامسة والعشرون حتى والأربعة وأربعون عاماً، ونسبة 21.9% كانت ما بين الخامسة والأربعون حتى الرابعة والستون، ونسبة 15.3% كانت ضمن فئة الخامسة والستون عاماً فما فوق. وتوزع التركيب الجنسي للسكان بنسبة 51.4% ذكور و48.6% إناث.

## وصلات خارجية
- The US50 - Cities and Towns in Kansas State